# Pyschtschug
Pyschtschug (russisch Пы́щуг) ist ein Dorf (selo) in der Oblast Kostroma in Russland mit 3137 Einwohnern (Stand 14. Oktober 2010).

## Geographie
Der Ort liegt gut 300 km Luftlinie nordöstlich des Oblastverwaltungszentrums Kostroma. Es befindet sich unweit des rechten Ufers des kleinen namensgebenden Flusses Pyschtschug, der etwa 8 km südlich von rechts in den Wolga-Nebenfluss Wetluga mündet.
Pyschtschug ist Verwaltungszentrum des Rajons Pyschtschugski sowie Sitz der Landgemeinde Pyschtschugskoje selskoje posselenije, zu der außerdem die 15 Dörfer Belaja (3 km südwestlich), Burdowo (11 km südlich), Iraklicha (8 km nördlich), Krutaja (8 km südöstlich), Michailowiza (13 km südsüdwestlich), Moroschkino (2,5 km nordwestlich), Onutschino (2,5 km westlich), Osjornaja (11 km südsüdwestlich), Pestschanka (8 km östlich), Pritykino, Sabolotje, Serednjaja (entsprechend 8, 7,5 und 8,5 km südöstlich), Sergejewiza (9 km ostsüdöstlich), Slepjonkino (3 km nordnordwestlich) und Talankino (2 km südlich) sowie die Siedlung (possjolok) Sewerny (9 km nordwestlich) gehören.

## Geschichte
Der Ort wurde erstmals 1616 unter dem Namen Iwakino urkundlich erwähnt. Nach dem Bau einer Nikolaus von Myra geweihten hölzernen Kirche 1659 (1836 ersetzt durch eine Steinkirche) wurde er entsprechend als Nikolskoje bezeichnet; dieser Name blieb bis ins späte 19. Jahrhundert alternativ zur heutigen Bezeichnung nach dem Fluss in Gebrauch. Der Flussname hat Bezug zum Mari-Wort piste für „Linde“. In Folge waren das Dorf beziehungsweise große Teile der umliegenden Ländereien im Besitz bekannter Personen, beispielsweise im 17. Jahrhundert der russisch-polnisch-litauischen Adelsfamilie Mstislawski (Mścisławski), ab 1742 des Unternehmers Akinfi Demidow, Ende des 19. Jahrhunderts des Politikers Iwan Durnowo und ab 1914 des Generals Pawel Skoropadski. Ab 1778 gehörte das Dorf zum Ujesd Wetluga der Statthalterschaft Kostroma, ab 1796 des Gouvernements Kostroma, und wurde dort im 19. Jahrhundert Sitz einer Wolost.
Mit Beschluss vom 5. Juli 1922 wurde der Ujesd an das Gouvernement Nischni Nowgorod abgegeben. Im Rahmen der Auflösung der Gouvernements und Ujesde wurde am 15. Juli 1929 ein Rajon mit Sitz in Pyschtschug als Teil der neuen Region Nischni Nowgorod gebildet (bis 1930 im Bestand des Okrugs Scharja). Nach diversen administrativen Umgestaltungen – Umbenennung der Region in Region Gorki am 7. Oktober 1932, Zuordnung des Rajon zu der aus einem Teil der Region am 5. Dezember 1936 gebildeten Oblast Gorki (heute Oblast Nischni Nowgorod) – kam der Rajon schließlich am 13. August 1944 zur neugebildeten Oblast Kostroma.

### Bevölkerungsentwicklung
| Jahr | Einwohner |
| ---- | --------- |
| 1939 | 1951      |
| 1959 | 2006      |
| 1970 | 2569      |
| 1979 | 3097      |
| 1989 | 3242      |
| 2002 | 3311      |
| 2010 | 3137      |

Anmerkung: Volkszählungsdaten

## Verkehr
Westlich wird Pyschtschug von der Regionalstraße Uren – Scharja – Nikolsk – Kotlas umgangen, die auf dem Territorium der Oblast als 34R-10 bezeichnet wird. Beim Dorf zweigt die 34N-11 ab, die in die nordöstlich beziehungsweise östlich gelegenen Rajonzentren Pawino, Wochma und Bogowarowo führt.
Die nächstgelegene Bahnstation befindet sich in Scharja etwa 60 km südlich an der Stammstrecke (von Moskau über Jaroslawl nach Kotelnitsch) der Transsibirischen Eisenbahn.